# Begraafplaats van Cuinchy
De Begraafplaats van Cuinchy is een gemeentelijke begraafplaats in de Franse gemeente Cuinchy in het departement Pas-de-Calais. Ze ligt aan de Rue Emile Basly op 650 m ten zuidoosten van het centrum (Église Saint-Pierre). De begraafplaats heeft een rechthoekig grondplan en aan de straatzijde wordt ze begrensd door een lage bakstenen muur met een metalen balustrade. De andere zijden worden afgebakend met metalen draadwerk. Er zijn vijf toegangen die bestaan uit metalen hekken. Aan het einde van het centrale pad staat een groot kruisbeeld. 

## Britse oorlogsgraven
Op de begraafplaats liggen enkele perken met Britse gesneuvelde militairen uit de beide wereldoorlogen. Dicht bij de westelijke hoek ligt een groot perk met de slachtoffers uit de Eerste Wereldoorlog. Hierbij staat ook het Cross of Sacrifice. Dit deel werd ontworpen door Wilfred Von Berg. Een kleiner perk ligt dichter naar de straat toe. 
Vlak naast de middelste toegang liggen de 6 gesneuvelden uit de Tweede Wereldoorlog.
De perken hebben samen een oppervlakte van 314 m².

### Eerste Wereldoorlog
Cuinchy bleef gedurende bijna de hele Eerste Wereldoorlog binnen bereik van de Duitse kanonnen. De gesneuvelden werden door gevechtseenheden en veldhospitalen op de begraafplaats begraven. De meeste slachtoffers stierven tussen januari en oktober 1915. Er liggen 102 Britten begraven uit deze oorlog. Twee slachtoffers worden met Special Memorials herdacht omdat hun graven werden vernietigd door artillerievuur en niet meer teruggevonden.

#### Onderscheiden militairen
- Alwyn Bertram Robert R. Gosselin, kapitein bij de Grenadier Guards werd onderscheiden met de Distinguished Service Order (DSO).
- R. St.John Blacker-Douglass, luitenant bij de Irish Guards werd onderscheiden met het Military Cross (MC).
- J.C. Harrison, sergeant bij de Grenadier Guards werd onderscheiden met de Distinguished Conduct Medal (DCM).

#### Minderjarige militairen
- Samuel Lowe, schutter bij het King's Royal Rifle Corps en A.W. Robson, soldaat bij de Grenadier Guards waren slecht 17 jaar oud toen ze sneuvelden.

#### Alias
- kapitein Thomas Ucher Caulfeild Knox diende onder het alias Viscount Northland bij het 2nd Bn. Coldstream Guards.

### Tweede Wereldoorlog
Er liggen ook 6 Britse militairen uit de Tweede Wereldoorlog. Zij sneuvelden in de tweede helft van mei 1940 tijdens de gevechten tegen het oprukkende Duitse leger.
De graven worden onderhouden door de Commonwealth War Graves Commission en zijn daar geregistreerd onder Cuinchy Communal Cemetery.